# Проспект Ленина (Балашиха)
Проспе́кт Ле́нина — одна из основных улиц города Балашиха Московской области, проходящая параллельно шоссе Энтузиастов и соединяющая микрорайоны Балашиха-1 и Балашиха-3.

## История
Центральная часть нынешнего проспекта Ленина сформировалась между бывшими деревнями Николаевка (до 1965 года) и Леоново (просуществовавшей до 1985 года).
Здесь, рядом со зданием горкома партии, в 1957 году установили памятник Ленину и создали площадь Ленина, с бульваром и множеством клумб, тогда же появился проспект Ленина. В 1974-м году, когда активно застраивался район улицы Терешковой, через реку Пехорку была построена плотина. Впоследствии участок реки, между пр. Ленина и Горьковским шоссе, должен был уйти в трубы, а на месте пустыря размещено новое здание горкома партии. Тогда-товыше написано, что в 1957 г.[когда?]

, соединившись с улицей микрорайона Балашиха-3, и возник протяжённый проспект, получивший имя Ленина.

## Описание
Проспект Ленина направлен с запада на восток на всём протяжении, за исключением последних 400 метров, где он поворачивает на северо-восток. В центральной части проспект делает небольшой изгиб примерно на 15 градусов к северу. Начинается проспект Ленина от Западной улицы.  
Участок проспекта Ленина от улицы Победы до улицы Карла Маркса образует площадь Александра Невского, на которой расположен Храм Александра Невского. Напротив Храма с правой стороны к проспекту примыкает улица Флёрова. На участке от улицы Карла Маркса до Советской улицы слева от пешеходной зоны движение транспорта разрешено только в одном направлении, с запада на восток. Проспект Ленина и Советская улица образуют регулируемый перекресток, после которого сквозное движение по проспекту осуществляется только слева от пешеходной зоны. Дорога с правой стороны является тупиковой и упирается в площадь Славы.
В районе площади Славы проспект пересекает Парковую улицу, справа расположен монумент в честь героев Великой Отечественной войны, память о которых символизирует Вечный огонь, а также Аллея Славы с неоконченной звонницей из стальных конструкций (автор проекта Николай Любимов; 1998—2008). Здесь находится остановка общественного транспорта «Площадь Славы». Дальше проспект делает небольшой изгиб на север, в этом месте расположена остановка «АТС» . Затем проспект спускается вниз к плотине через реку Пехорка, перед которой с левой сороны в него вливается Живописная улица. Сразу после плотины на север от проспекта отходит улица Быковского, а немного дальше — улица Терешковой. Здесь расположена остановка общественного транспорта «ул. Терешковой». Справа от проспекта на берегу Пехорки раскинул торговые ряды рынок «Сопта», рядом с которым находится недействующее Леоновское кладбище, дальше идёт пустырь, на котором в настоящее время развёрнуто строительство жилого комплекса «Акварели». С левой стороны находится территория института ОАО «Криогенмаш».
Дальше проспект Ленина образует регулируемый перекрёсток с проездом Трудовых резервов. В 200 метрах севернее перекрестка от проезда Трудовых резервов параллельно проспекту отходит улица Белякова, которая вливается в проспект недалеко от его окончания. Напротив кафе «Семь вечеров» расположена остановка «Столовая». Ещё один регулируемый перекрёсток находится на пересечении проспекта Ленина с проездом, соединяющим шоссе Энтузиастов с улицей Белякова. Названия этого проезда нет ни на одной карте. На перекрёстке стоит указатель, на котором проезд почему-то назван «шоссе Москва — Н. Новгород». За перекрёстком слева расположен Балашихинский межрайонный трест газового хозяйства. Затем с левой стороны от проспекта отходит улица 40 лет Октября, причем на участке улицы от проспекта Ленина до улицы Белякова движение разрешено только в направлении на север. Здесь находится остановка «Аптека». Через 300 метров проспект поворачивает на северо-восток. С правой стороны находится гаражный комплекс, за которым от проспекта отходит пешеходная дорожка, ведущая к микрорайону ВНИИПО. Проспект заканчивается площадкой, на которой расположены здание диспетчерского пункта и конечная остановка общественного транспорта в микрорайоне Балашиха-3 «Ул. Чехова». На север продолжением проспекта служит Восточная улица, на запад отходит улица Чехова.

## Здания и сооружения
Нечётная сторона
- № 1 — жилой дом (панель, 9 этажей)
- № 3 — жилой дом (серый кирпич, 5 этажей)
- № 5/2 — жилой дом (серый кирпич, 5 этажей). Дом расположен на пересечении с улицей Карла Маркса
- № 7/1 — жилой дом (красный кирпич, 5 этажей, построен в 60-годах 20 века). Дом расположен на пересечении с улицей Карла Маркса
- № 11 — здание администрации городского округа Балашиха (кирпич, 3 этажа, построено в 60-годах 20 века)
- № 13 — жилой дом, улучшенной планировки (кирпич соломенного цвета, 9 этажей, построен в 1986 год.)
- № 15/8 — жилой дом (красный кирпич, 5 этажей, построен в 60-годах 20 века). Дом расположен на пересечении с Советской улицей. На первом этаже расположены Кадастровая палата, Управление опеки и попечительства, кафе «Вега»
- № 17/6 — жилой дом (серый кирпич, 5 этажей). Дом расположен на пересечении с Советской улицей. На первом этаже расположены отделение «Сбербанка», аптека, кафе «Просто бар», офисы различных организации
- № 21 — офисное здание (2 этажа). Расположены отделение «Банка Москвы», ресторан
- № 23/5 — жилой дом (кирпич, штукатурка, довоенной постройки). Дом расположен на пересечении с Парковой улицей. На первом этаже и в подвале расположены офисы и торговые помещения различных организаций
- № 25 — торгово-развлекательный комплекс «Октябрь-Киномир» с гостиницей (монолитный бетон, облицованный фасадными панелями, ТРЦ — 3 этажа, гостиница — 14 этажей, построен в 2008—2010 гг.). В здании расположены кинотеатр «Люксор»[5] и гостиница East Gate Hotel[6]
- № 27 — административное здание (серый кирпич, 2 этажа). Балашихинский филиал Московского областного бюро технической инвентаризации (ГУП МО МОБТИ)[7]
- № 31 — жилой дом (кирпич соломенного цвета, 9 этажей, построен в период с 1969—1972 год, в два этапа). На первом этаже находятся кафе, салон красоты, отделение банка
- № 35, 37, 39, 41 — жилые дома (серый кирпич, 5 этажей)
- № 43 — жилой дом (панельный, 5 этажей). В одноэтажной пристройке находится магазин «Пятёрочка»
- № 45 — жилой дом (панельный, 5 этажей). В одноэтажной пристройке находятся отделения «Сбербанка» и банка «Возрождение»
- № 47 — жилой дом (кирпич соломенного цвета, 9 этажей, построен в 70-х годах прошлого века). На первом этаже находятся отделение «Сбербанка» и Центр глазной хирургии

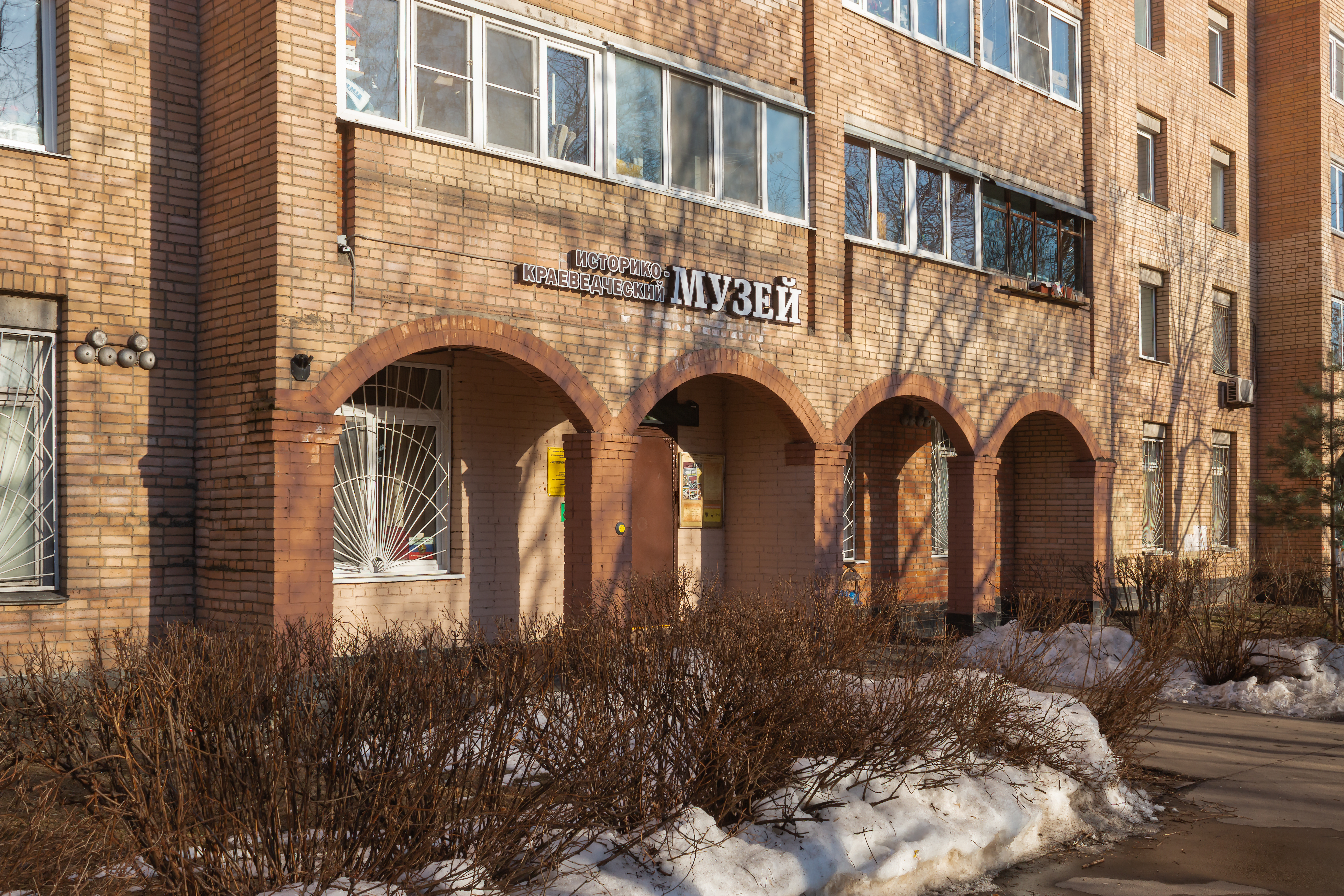
Балашихинский историко-краеведческий музей

- № 53 — жилой дом (кирпич соломенного цвета, 10-11 этажей, построен в 80-х годах 20-го века). Дом расположен на пересечении с улицей Быковского. На первом этаже находится Балашихинский историко-краеведческий музей, офисы различных организаций
- № 55 — школа-лицей № 5 (панельное 3-этажное здание)[8]. Здание расположено на пересечении с улицей Быковского
- № 57, 59, 61 — жилые дома (серый кирпич, 5 этажей). На первом этаже дома № 57 находятся отделения «Почты России» и «Банка Траст»
- № 63 — учреждение здравоохранения (серый кирпич, 2-этажа). Дом расположен на пересечении с улицей Терешковой. Травматологический пункт и наркологический диспансер
- № 65 — институт ОАО «Криогенмаш» (оштукатуренный кирпич, 5-этажей). Здание расположено между улицей Терешковой и проездом Трудовых Резервов. На первом этаже находится отделение «Промсвязьбанка»
- № 67 — профессиональное училище № 36 (красный кирпич, 4 этажа). Здание расположено на пересечении с проездом Трудовых Резервов
- № 69 — профессиональное училище № 47 (серый кирпич, 3 этажа)
- № 71 — кафе «Семь вечеров» (серый кирпич, 2 этажа)
- № 73 — производственное здание
- № 75 — офисное здание (серый кирпич, 3 этажа). Офисы различных организаций (Балашихинская автошкола водительского мастерства[9], ЗАО «Мультикабельные сети Балашихи»[10] и др.)
- № 77 — Балашихинский межрайонный трест газового хозяйства
- № 79 — учреждение здравоохранения (серый кирпич, 2 этажа). Здание расположено на пересечении с улицей 40 Лет Октября. Поликлиника № 3 Балашихинской районной больницы
- № 81 — предприятие торговли (2 этажа). Здание расположено на пересечении с улицей 40 Лет Октября. Супермаркет, салон красоты, офис компании «Московские окна»
- № 83 — детский сад № 8 «Крепыш» (серый кирпич, 2 этажа)
- № 85, 87 — жилые дома (панель, 5 этажей)

Чётная сторона
- № 2/5, 4/6 — жилые дома (оштукатуренный кирпич, 5 этажей, довоенной постройки). Дома расположены на пересечении с улицей Флёрова
- № 6 — жилой дом (оштукатуренный кирпич, 5 этажей, довоенной постройки). На первом этаже расположен офис компании «Росгосстрах»
- № 8/5 — жилой дом (оштукатуренный кирпич, 5 этажей, довоенной постройки). Дома расположены на пересечении с Советской улицей. В подвале расположены различные предприятия торговли
- № 10 — жилой дом (серый кирпич, 5 этажей). Дом выходит на площадь Славы. На первом этаже расположена Балашихинская картинная галерея[11]
- № 10а — жилой дом (серый кирпич, 5 этажей). Дом выходит на площадь Славы. В подвале расположены офисные помещения
- № 12, 14, 16 — жилые дома (серый кирпич, 5 этажей)
- № 18 — жилой дом (панель, 14 этажей, построен в 70-х годах 20-го века). В одноэтажной пристройке расположены магазины одежды и автозапчастей
- № 20 — средняя школа № 1 (панель, 4 этажа)
- № 22 — жилой дом (кирпич соломенного цвета, 9 этажей). На первом этаже располагаются аптека, банк и два продуктовых магазина.
- № 24 — жилой дом (панель, 14 этажей, построен в 70-х годах 20-го века). В одноэтажной пристройке расположен салон красоты
- № 26 — филиал компании «Центртелеком» (панель, 6 этажей)
- № 28 — жилой дом (серый кирпич, 5 этажей)
- № 30 — жилой дом (кирпич соломенного цвета, 12-13 этажей, построен в 80-х годах 20-го века). Дом расположен на берегу реки Пехорка. На двух нижних этажах расположена поликлиника № 1 Балашихинской городской больницы
- № 30А — торговый павильон (2 этажа). Торговые помещения рынка «Сопта»
- № 32 — предприятие торговли (2 этажа). На первом этаже расположен магазин «Копейка»
- № 34, 38 — жилые дома (панель, 5 этажей)
- № 34А, 38А, 36 — жилые дома (кирпич соломенного цвета, 11 этажей)
- № 40 — бассейн «Альбатрос»
- № 42, 44, 46 — жилые дома (панель, 5 этажей)
- № 48 — предприятие торговли (2 этажа). Кафе «Елена», магазин «Утконос»
- № 50, 52, 54, 56 — жилые дома (панель, 5 этажей)
- № 48 — предприятие торговли (2 этажа)
- № 60, 62, 64, 66 — жилые дома (серый кирпич, 5 этажей)

## Общественный транспорт
По проспекту проходят несколько маршрутов автобусов и маршрутных такси. В приведенном ниже списке указаны участки проспекта Ленина, по которым проходят названные маршруты. Также перечислены остановки для каждого маршрута, расположенные на проспекте Ленина.
Городские маршруты
- № 4 — МЦД «Салтыковская» — Трубецкая улица, 110 (маршрутное такси). Следует по проспекту Ленина от Советской улицы до пересечения с ул. Чехова в конце Проспекта. Остановки: пл. Славы, АТС, ул. Терешковой, Столовая, Аптека, Поворот, ул. Чехова (Балашиха-3).
- № 10 — мкр. Южный — мкр. 1 Мая (автобус). Следует от Советской улицы до поворота на шоссе Энтузиастов около бассейна «Альбатрос». Остановки: пл. Славы, АТС, ул. Терешковой, Столовая.
- № 16 — ул. Объединения (Балашиха-2)— торговый центр «Макссити» (мкр. Южный) (автобус). Следует от Советской улицы до поворота на шоссе Энтузиастов около бассейна «Альбатрос». Остановки: пл. Славы, АТС, ул. Терешковой, Столовая.
- № 22 — МЦД «Никольское» — ул. Чехова (Балашиха-3) (автобус). Следует от Советской улицы до конечной остановки в конце проспекта Ленина. Остановки: пл. Славы, АТС, ул. Терешковой, Столовая, Аптека, ул. Чехова (Балашиха-3). МЦД «Никольское» — Балашихинское шоссе, 6 (маршрутное такси).  Следует по проспекту Ленина от Советской улицы до пересечения с ул. Чехова в конце Проспекта. Остановки: пл. Славы, АТС, ул. Терешковой, Столовая, Аптека, Поворот, ул. Чехова (Балашиха-3).

Пригородные маршруты
- № 104 — метро «Шоссе Энтузиастов» — ул. Чехова (Балашиха-3) (маршрутное такси). Следует от Советской улицы до конечной остановки в конце проспекта Ленина. Остановки: пл. Славы, АТС, ул. Терешковой, Столовая, Аптека, Поворот, ул. Чехова (Балашиха-3).
- № 110 — метро «Новогиреево» — ул. Объединения (Балашиха-2) (автобус).  Следует по проспекту Ленина от Советской улицы до пересечения с ул. Чехова в конце Проспекта. Остановки: пл. Славы, АТС, ул. Терешковой, Столовая, Аптека, ул. Чехова (Балашиха-3).
- № 337 — метро «Партизанская» —  ул. Чехова (Балашиха-3) (автобус). Следует от Советской улицы до конечной остановки в конце проспекта Ленина. Остановки: пл. Славы, АТС, ул. Терешковой, Столовая, Аптека, ул. Чехова (Балашиха-3).

## Достопримечательности
В 1957 году, в честь празднования 40-летия Великого Октября на пересечении проспекта Ленина и ул. Советская установлен памятник Ленину. Его авторами являются скульптор М. Ф. Листопад и архитектор А. К. Ростковский.

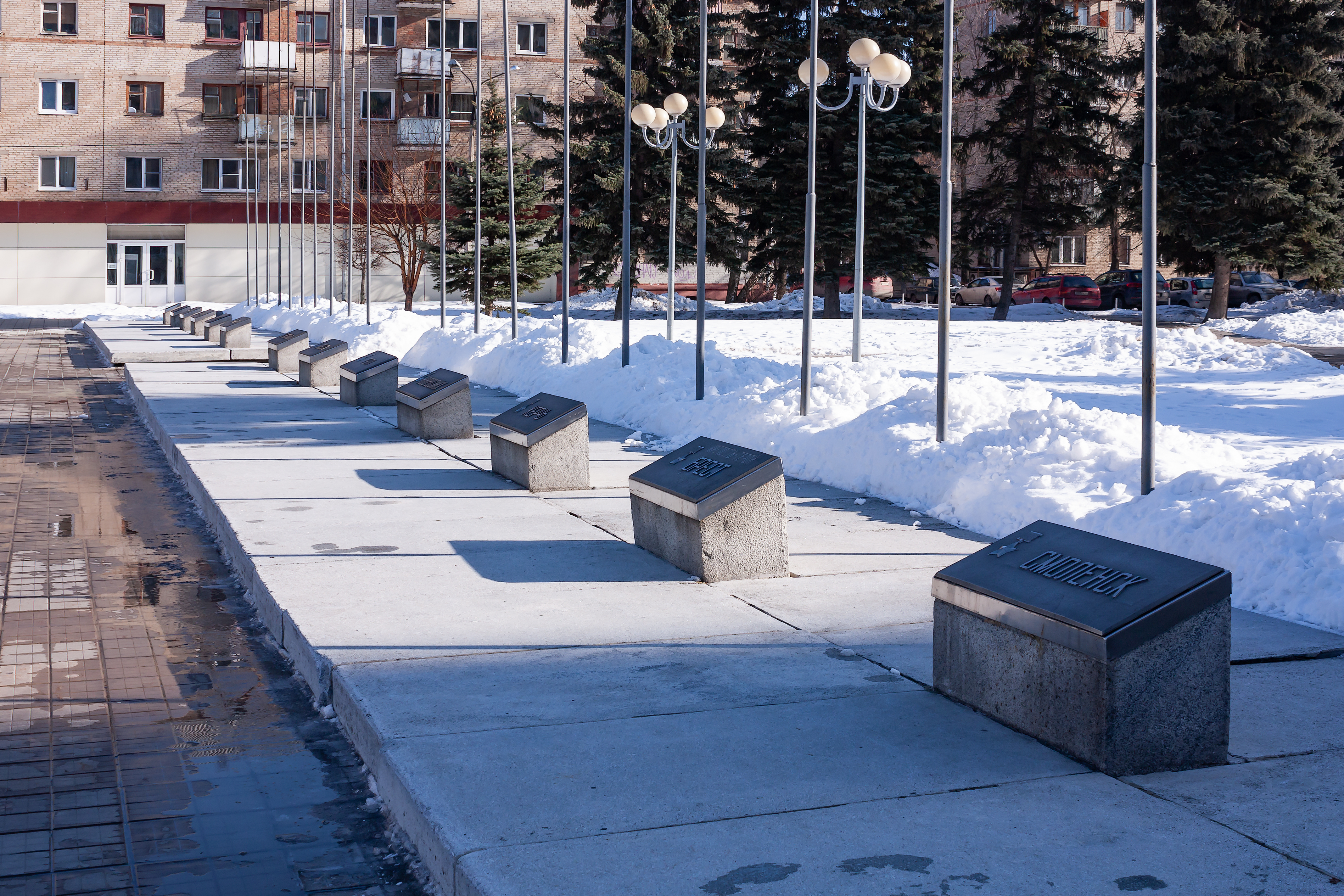
Города-герои, Мемориальная доска и закладной камень с капсулой.

9 мая 1973 года на площади Славы был открыт монумент в честь героев Великой Отечественной войны и зажжён Вечный огонь. Спроектировал комплекс и изваял скульптурную часть монумента художник Н. С. Любимов, прототипом война освободителя послужил простой рабочий — каменщик Мазуров Михаил Егорович. За монументом захоронены капсулы с землёй, привезённой из городов-героев Советского Союза. Дальше находится аллея Героев, на которой установлены монументальные доски с именами балашихинцев, героев Советского Союза и России и полных кавалеров Ордена Славы. В конце аллеи в 2002 году была установлена скульптура Статуя Победы.

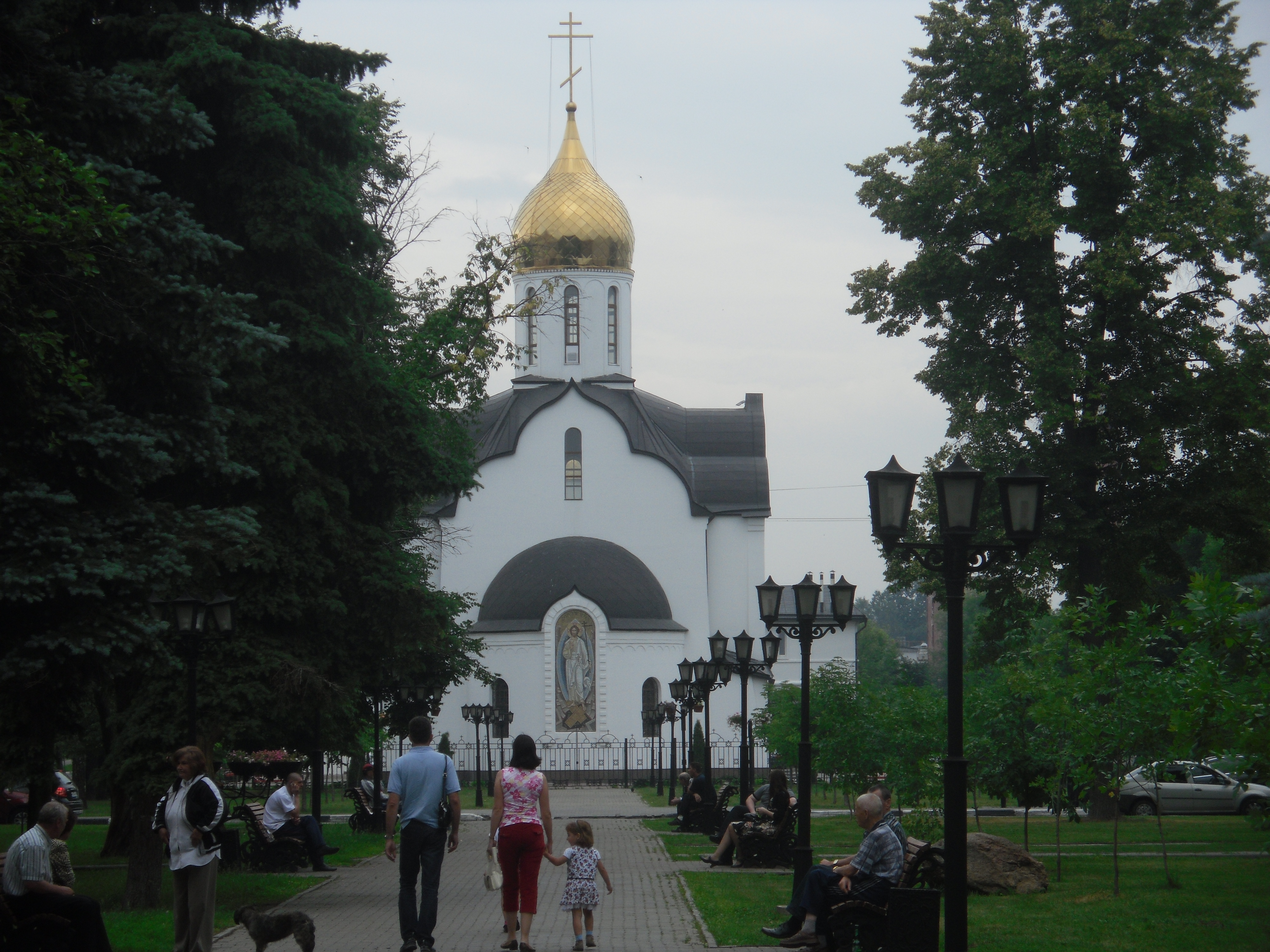
Храм Александра Невского со стороны проспекта Ленина

В 2002—2003 гг. на проспекте Ленина напротив улицы Флёрова был построен храм святого благоверного князя Александра Невского. Первоначально строительство храма предполагалось несколько восточнее, где в 2000 г. был установлен крест.
В сентябре 2000 г. над Балашихой и окрестностями пронёсся ураган, с корнем вырвавший деревья в сквере, который был разбит на месте разрушенного в 60-х годах 20-го века старого храма Александра Невского, и на этом месте был воздвигнут новый храм.
В 2003 г. напротив Александро-Невского храма был построен крестильный храм, освящённый в честь равноапостольного князя Владимира. Площадь, на которой стоят оба храма, была названа площадью святого благоверного князя Александра Невского, который является небесным покровителем Балашихи.
В 2007 году в скверике между школой (дом № 20) и домом № 22 установлен Памятник Дворнику.

## Интересные факты
Территория, ограниченная проспектом Ленина и шоссе Энтузиастов с севера и юга, рекой Пехорка и проездом Трудовых Резервов с запада и востока, расположена в центре Балашихи, между микрорайонами Балашиха-1, Балашиха-3 и Южный. Ещё в 80-х годах на этом участке планировалось построить административные здания, а реку Пехорку спрятать в коллектор. Работы были начаты, однако завершить их помешал кризис конца 80-х — начала 90-х годов 20-го века, приведший к распаду Советского Союза. На берегу Пехорки до сих пор виден фундамент административного здания, заложенного в конце 80-х годов.
В 90-е годы на берегу Пехорки разместился рынок «Сопта», который действует и сейчас. В 2003 году администрацией города был проведен международный конкурс на лучший проект застройки культурно-делового, торгово-развлекательного и жилого комплекса «Центр» на территории г. Балашихи. На конкурс было представлено 10 проектов. Победителем был признан проект архитектурной мастерской российской компании «Мособлкапстрой». Проект предусматривал строительство жилого комплекса с четырьмя высотными зданиями (самое высокое — 47 этажей), двухэтажного подземного торгово-офисного центра на берегу Пехорки. На месте старого Леоновского кладбища планировалось возведение самого большого в Балашихе православного храма. Однако проект так и не был реализован.

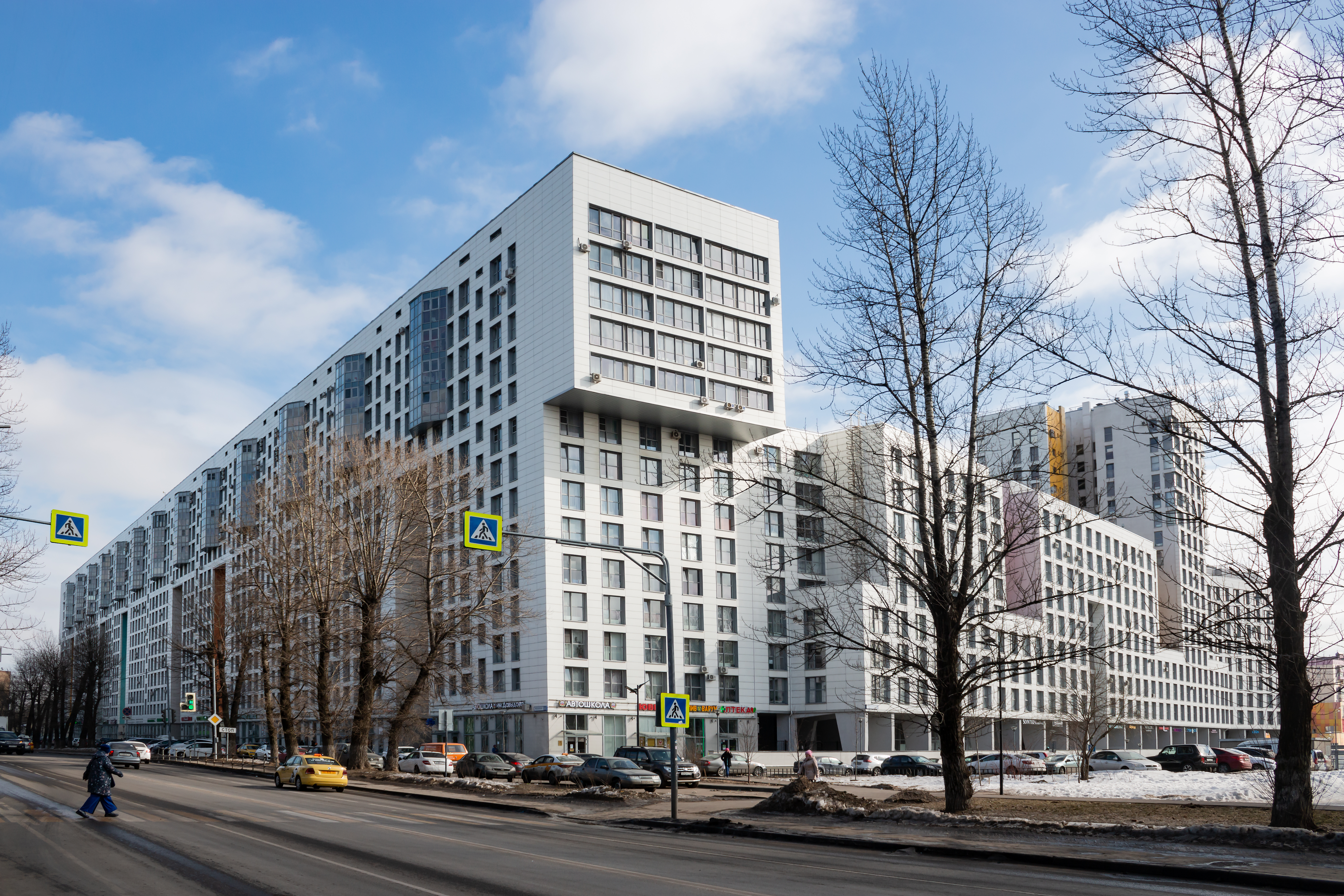
Комплекс Акварели: проспект Ленина, 32А Балашиха 13.03.2022

В настоящее время на данной территории ведется строительство жилого комплекса «Акварели». Комплекс будет состоять из монолитных домов переменной этажности 9, 14 и 17 этажей. Сейчас возводится первая очередь комплекса, которая занимает территорию между проездом Трудовых Резервов и старым кладбищем. Вторая очередь комплекса должна разместиться на территории, где сейчас находится рынок «Сопта»